# Didemnum papillatum
Didemnum papillatum är en sjöpungsart som beskrevs av Romanov 1974. Didemnum papillatum ingår i släktet Didemnum och familjen Didemnidae. Inga underarter finns listade i Catalogue of Life.